# Talcott Mountain Science Center
Pour les articles homonymes, voir Talcott.

Le Talcott Mountain Science Center for Student Engagement (TMSC) est un centre scientifique situé à Avon dans le Connecticut aux États-Unis.

## Historique
TMSC a été construit en 1967 dans le cadre d'un programme du Ministère de l'Éducation des États-Unis. Ses fondateurs étaient le surintendant Francis Driscoll, le professeur Donald P. La Salle et le professeur George C. Atamian. L'école est située sur la Talcott Mountain, une arête rocheuse aux environs de Hartford, la capitale du Connecticut. Le terrain qu’occupe actuellement le campus était, à l’origine, occupé par un bâtiment composé de trois maisons et de bâtiments de défense plus petits. Il était utilisé pendant la guerre froide pour le programme anti-missiles.

## TMSC aujourd'hui
Aujourd'hui, il existe trois bâtiments principaux sur le campus. Le premier comporte une salle informatique, la planétarium Capitaine Alan L. Bean, des salles de conférence ainsi que les quartiers de l'administration. 
Le deuxième bâtiment (sources d'énergie alternatives et chronobiologie) contient une serre, une salle informatique supplémentaire, une chambre noire, une salle de musique, un laboratoire, et une bibliothèque. 
Dans le troisième bâtiment (Building Academy) se trouvent aussi bien la salle consacrée aux arts que les salles de classe. 
En plus de ces trois unités, il y existe une station de radio (hamradio W1TMS), un centre météorologique (LAB), une plate-forme panoramique / cadran solaire, une aire de jeux, une aire de pique-nique ainsi qu’un terrain de football pour le sport. 
On trouve en outre un observatoire avec différents télescopes parmi lesquels un télescope Meade (16 pouces), un télescope Tinsley (12,5 pouces) ou encore un Dobson (18 pouces). De nombreux autres télescopes, plus petits, sont également disponibles pour les leçons d’astronomie.

## Sources
- Site officiel